# Réservoir de Bouzey
Le réservoir de Bouzey est un vaste plan d'eau de 127 hectares servant de réservoir au canal de l'Est qui coule un peu plus au nord, alimenté par la rigole d’alimentation de Bouzey. Situé en périphérie immédiate d’Épinal, le site est géré par l'établissement public des Voies navigables de France et supporte aujourd'hui de multiples activités de plein air. Placé au cœur du département des Vosges, il s'étend sur le territoire des communes de Sanchey, Chaumousey, Girancourt et Renauvoid.

## Caractéristiques

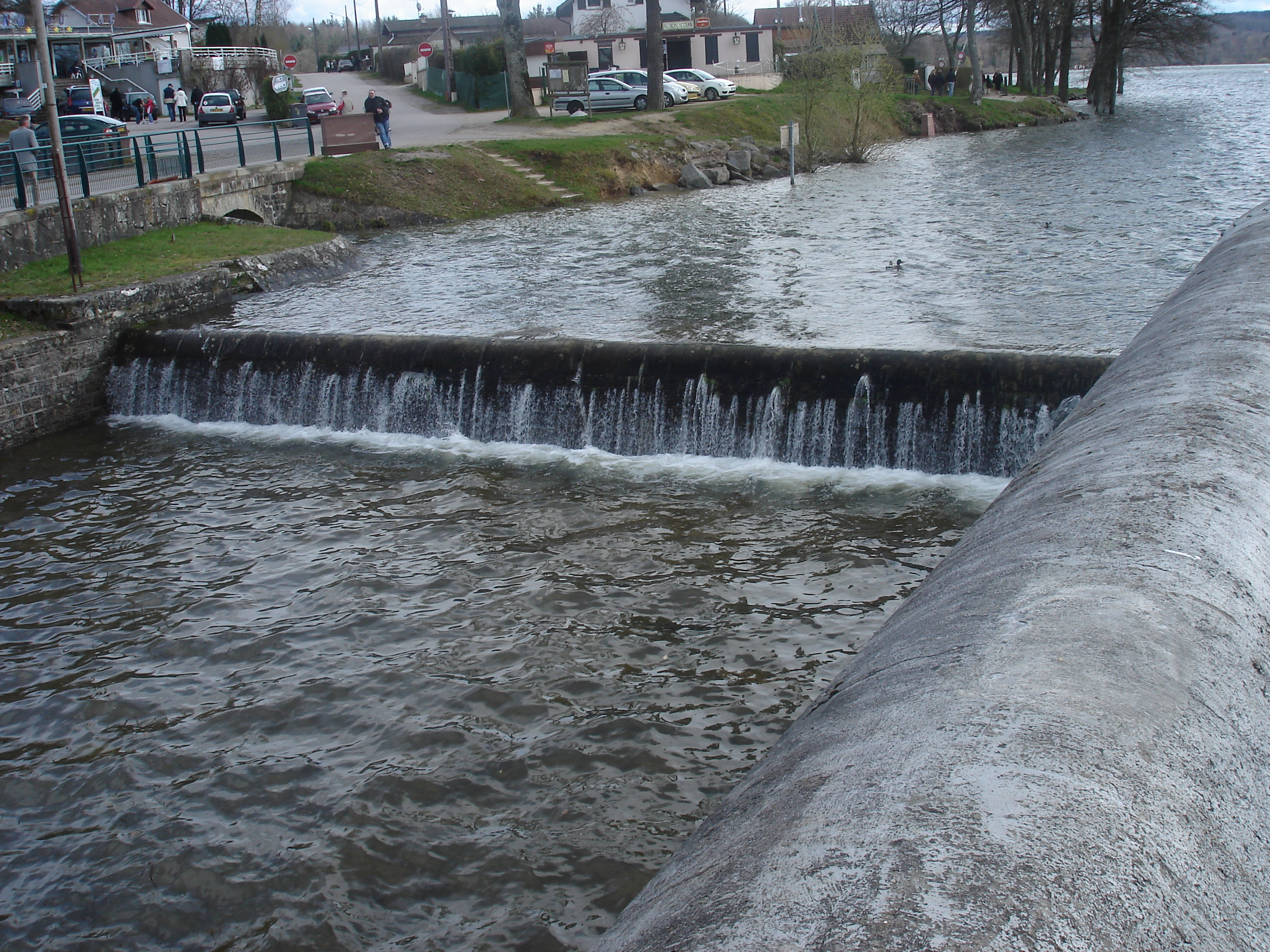
Le réservoir plein et le déversoir de crue en avril 2008.

Les principales caractéristiques sont :
- Altitude : 360 m
- Surface : 127 ha
- Longueur maximale : ? m
- Largeur maximale : ? m
- Profondeur maximale : 12,5 m
- Volume maximal : 7 millions m3
- Volume minimal : 163 000 m3 (enregistré les 2 et 3 novembre 2019)

## Histoire
L'annexion de l'Alsace-Lorraine en 1871 supprima l'accès au Rhin et poussa la France à trouver une nouvelle liaison fluviale Nord-Sud dans l'Est du pays (le canal de l’Est branche sud relie la vallée de la Moselle à la Saône ; la branche nord suit la vallée de la Meuse). Ce sera chose faite entre 1874 et 1887 avec le percement du canal de l'Est. Ce canal franchit la ligne de partage des eaux entre les bassins de la Saône et de la Moselle (monts Faucilles), nécessitant un réservoir pour son alimentation et le fonctionnement des écluses.
Un barrage fut établi sur la vallée de l'Avière, principalement sur les communes de Sanchey et Chaumousey. Le lieudit voisin, Bouzey, donnera son appellation au réservoir.

## Le barrage

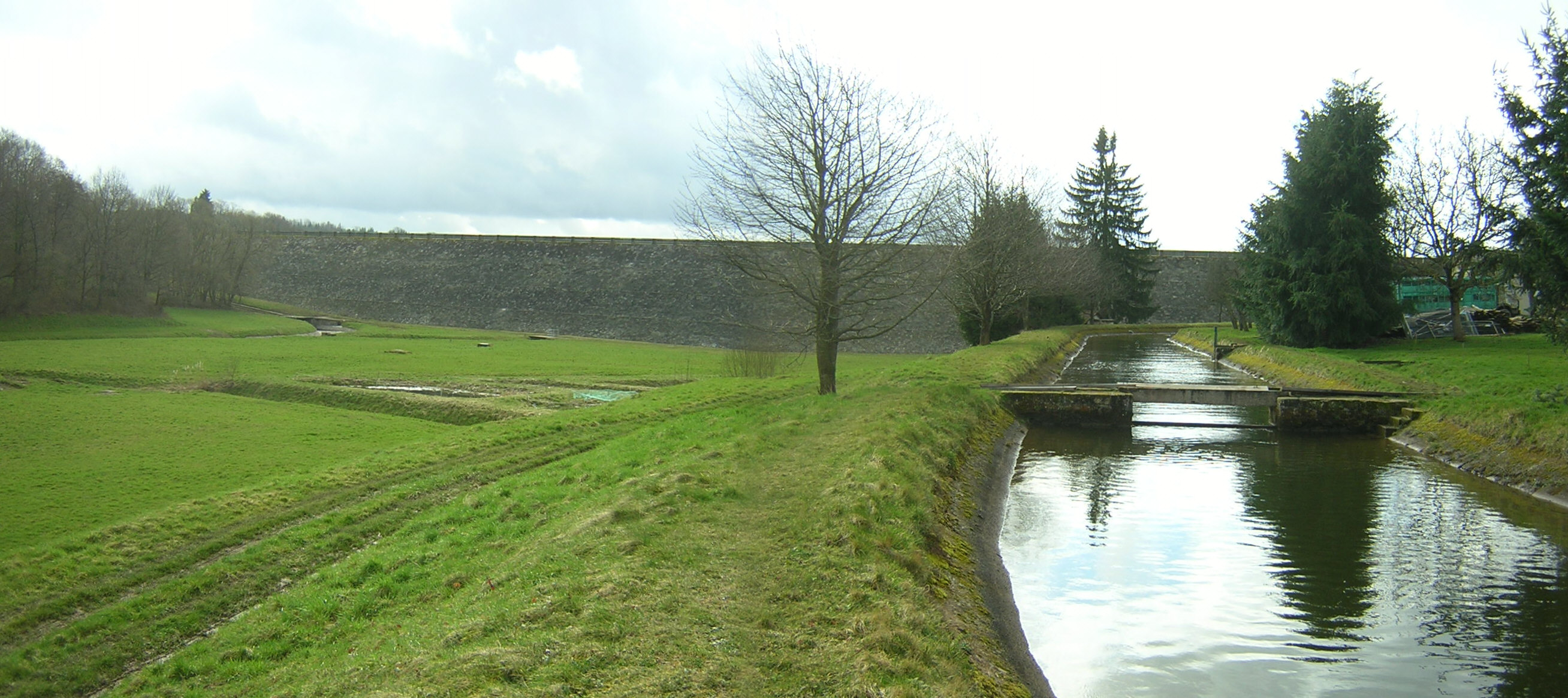
Le barrage de Bouzey et la rigole d’alimentation du canal des Vosges.

L'ouvrage est un barrage poids en maçonnerie long de 525 m, haut de 20 m, fondé sur le grès bigarré triasique — sondages d’étude en 1875 — ; sa retenue de 7 Mm3 est alimentée par une rigole d'environ 42 km de long qui prélève l’eau dans la Moselle à Saint-Étienne-lès-Remiremont et suit un tracé sinueux en franchissant quatre vallées par des siphons en fonte ; la retenue soutient le canal des Vosges — anciennement canal de l’Est — auquel elle est reliée par une rigole d'alimentation.

### La rigole de Bouzey
Les travaux d'édification de la rigole de Bouzey et de ses ouvrages entre la prise d'eau de Remiremont et Arches, sur 19,467 km, ont débuté en 1882 et ont été terminés en 1887. La rigole principale débute à Saint-Étienne-lès-Remiremont. Une partie de l'eau de la Moselle est prélevée au moyen d'un vannage. Ce prélèvement concerne des débits très modestes au regard de celui de la rivière soit de 400 à 1700 l/s et sont ajustés en fonction des besoins ainsi qu'au débit de la rivière pour respecter le débit réservé. Après un vannage de régulation situé à Remiremont, l'eau s'écoule par gravité sur 41 kilomètres 896 m. jusqu'au réservoir de Bouzey. De là elle alimente le canal des Vosges servant aux besoins de la navigation, aujourd'hui essentiellement des plaisanciers.

### La catastrophe du27 avril 1895[8],[9]

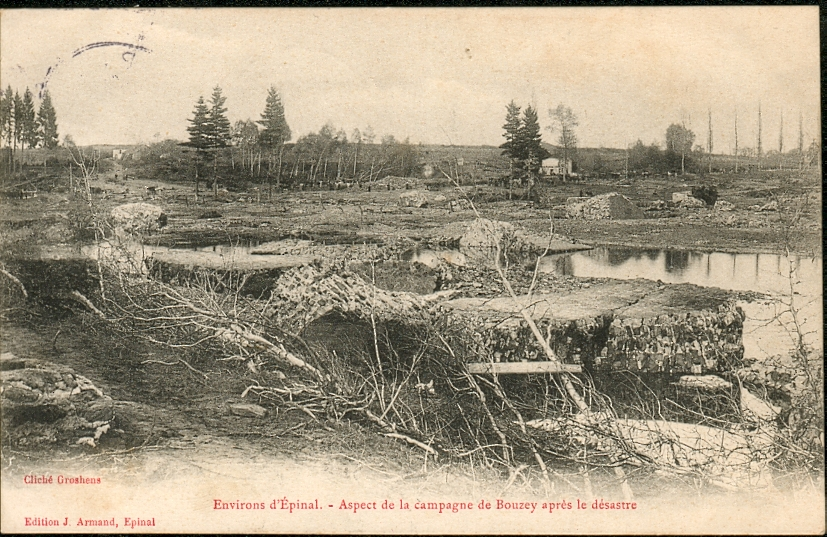
Carte postale de la catastrophe du réservoir de Bouzey en 1895.

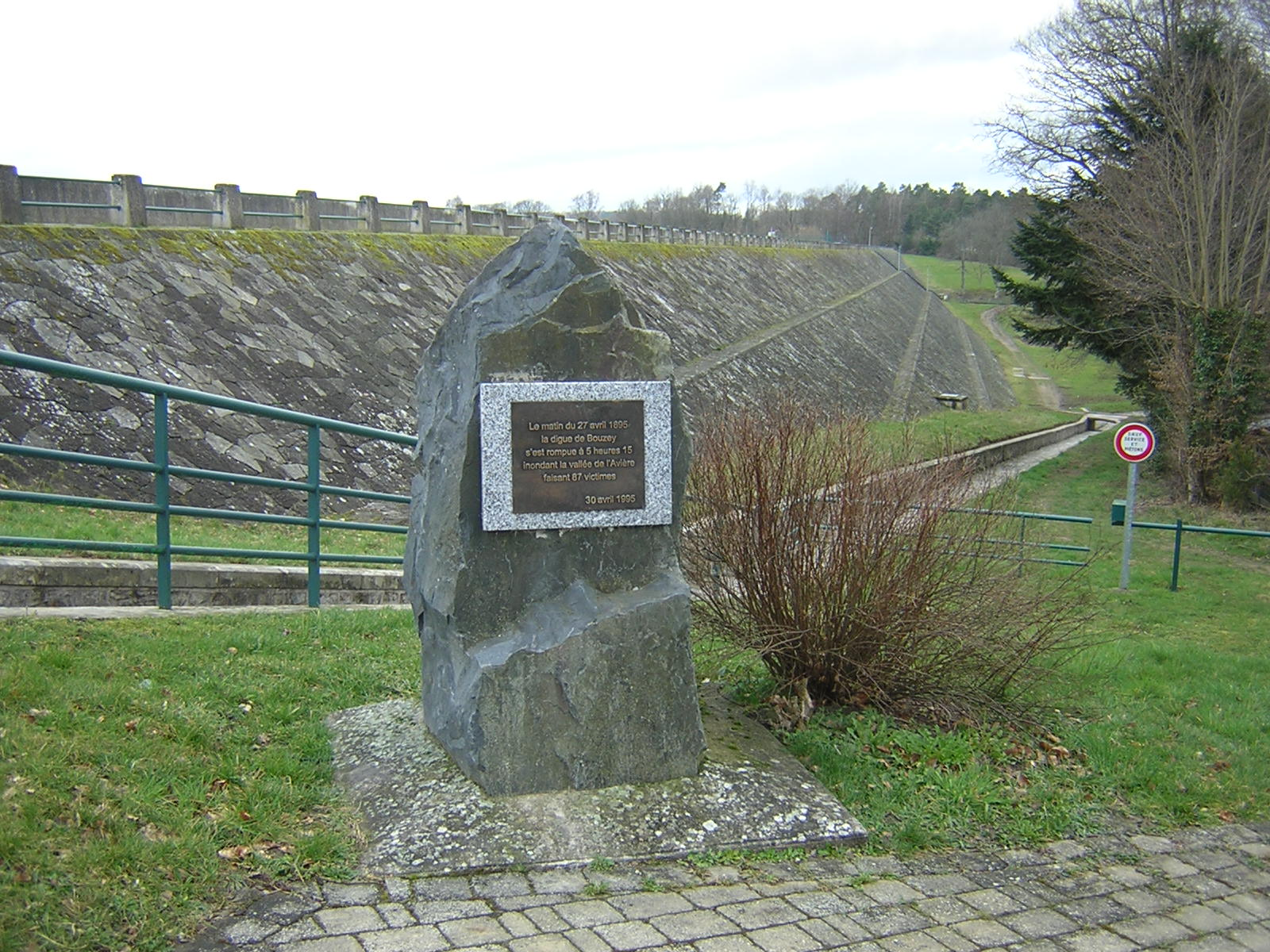
Le barrage de Bouzey, le déversoir de crue et le monument commémorant la catastrophe.

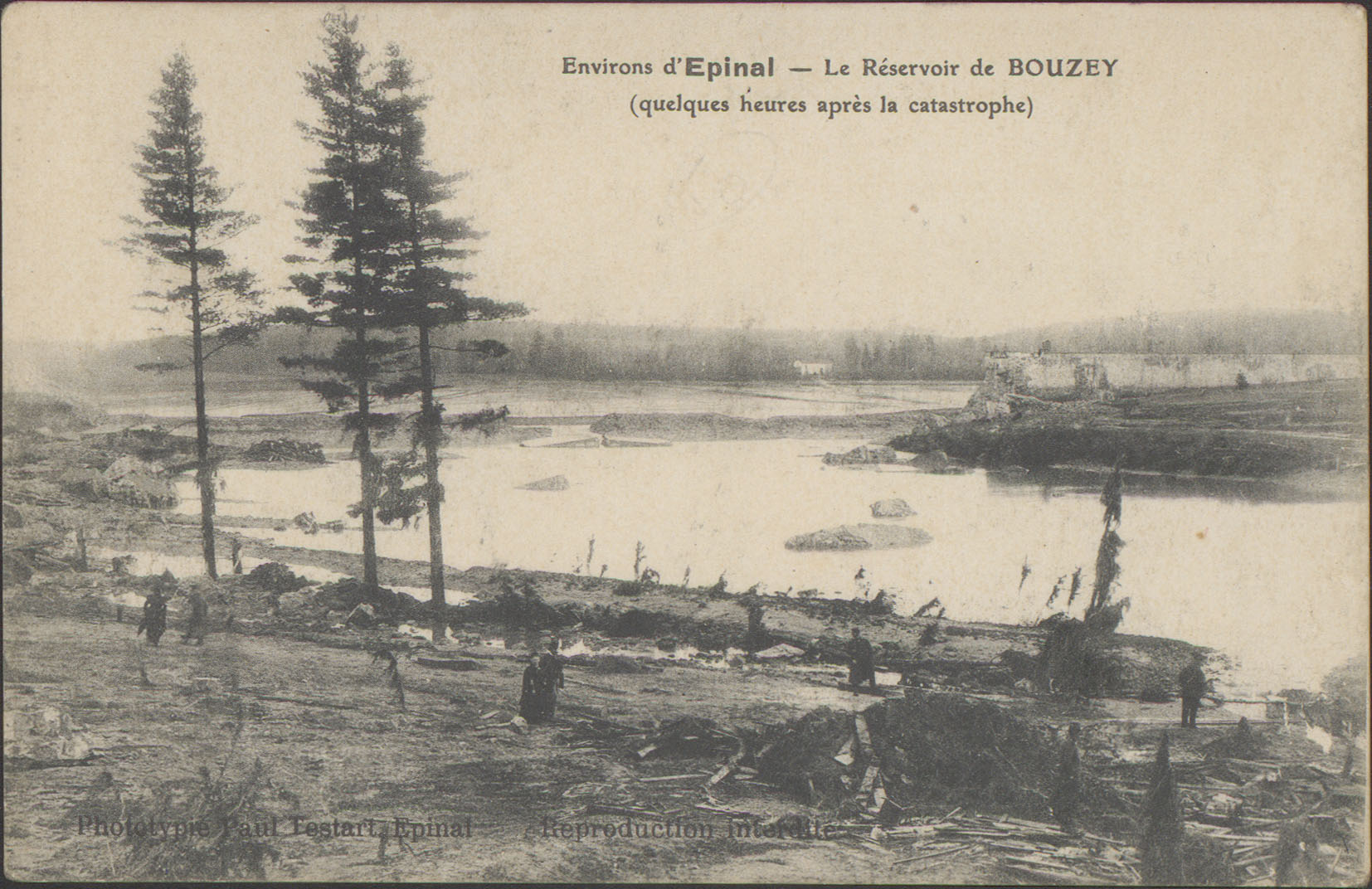
Carte postale prise quelques heures après la catastrophe par Paul Testart

Dès sa mise en service, le barrage a subi deux accidents ; le second qui découlait du premier mal réparé a eu des effets catastrophiques :
- Lors de la mise en eau en 1880, des fuites de plus en plus importantes se produisirent sous l’ouvrage à mesure de la montée de l’eau dans la retenue ; le 13 mars 1884, alors qu’elle n’était pas encore pleine, un glissement partiel de la fondation de sa partie axiale — environ 150 m longitudinaux et 0,5 m transversaux — et la fissuration du massif en maçonnerie qui en découla, obligea à vider la retenue et à conforter l’ouvrage, corroi d’argile contre le parement amont, contreforts en béton devant le parement aval, reprises de la maçonnerie fissurée ;
- La remise en eau se fit en 1890 ; le 27 avril 1895 à 5 h 15, alors que la retenue n’était qu’au tiers pleine[10], la partie haute de la maçonnerie de qualité médiocre, trop mince et mal réparée céda ; dans la vallée de l’Avière, jusqu'à Nomexy à son confluent avec la Moselle, il y eut 86 victimes directes de l’onde de vidange quasi instantanée de la retenue et plus de cent indirectement au cours des semaines suivantes dans les autres villages de la vallée, pour des raisons sanitaires. Un arbre généalogique participatif retrace la généalogie des victimes (https://gw.geneanet.org/bouzey1895_w)

### Un acquis scientifique et technique majeur: la sous-pression
La catastrophe de Bouzey occupe une place importante en géotechnique (géomécanique, hydraulique souterraine…) et en génie civil et sécurité des barrages : c’est en effet en cherchant les causes du glissement initial des fondations de la partie centrale du barrage que A. Dumas[précision nécessaire] a mis en évidence le rôle des infiltrations sous l’ouvrage et notamment celui de la poussée hydrostatique (poussée d'Archimède) qu’il appela sous-pression, agrandissement des pores et fissures du matériau d’assise — le grès triasique —, décollement et claquage du contact fondation/assise, deuxième cause de rupture des barrages-poids ; sa description et son explication du phénomène ont été largement reprises dans le mémoire de Maurice Lévy à l’Académie des sciences (5 août 1895).

### De nos jours
Entre 1930 et 1939, le barrage a été consolidé par un perré aval en blocs rocheux ajustés.
La retenue est aussi devenue un plan d’eau touristique, mais sa raison d'être initiale est toujours sa principale fonction actuelle, constituer une réserve d'eau pour l'alimentation du canal de l'Est (appelé aujourd'hui canal des Vosges). Cela explique son important marnage (variations de niveau), selon des cycles de remplissage de la retenue et d'alimentation du canal.
En 2005, des sondages de sol ont permis d'installer des piézomètres pour suivre les évolutions de la nappe phréatique à proximité du barrage. Cette opération a contribué à la diffusion de la légende urbaine selon laquelle une partie du barrage aurait bougé lors du tremblement de terre du 22 février 2003, idée due à ce qu'on remarque une différence de quelques centimètres entre deux blocs du masque d'étanchéité amont, à proximité de l'extrémité en rive droite du barrage. En réalité, des observations de 1963 attestent déjà de sa présence mais le moment de la formation de cette particularité remonte probablement à l'immédiat après construction, lors des tassements internes qui ont pu se produire. Toutefois, cette déformation a seulement été remise au jour à cette époque par suite de la mise en application de consignes de surveillance nettement plus strictes. Il est à noter que ce séisme n'est ni le seul, ni le plus intense que la région ait connu au cours des trente dernières années.
De fin 2022 à début 2024, d'importants travaux seront réalisés pour mettre l'ouvrage aux normes actuelles en termes de capacité d'évacuation du trop-plein et de vidange rapide. Toute la partie de l'ouvrage concernée sera reconstruite (seuil écrêteur, coursier, passerelle). L'étanchéité sera renforcée et quelques joints de dilatation rénovés. Un vannage permettant la vidange rapide au sens de la réglementation sera créé sur le bief d'alimentation du Canal des Vosges. D'autres travaux sont également au programme tels que des injections de béton dans la fondation une modification de l'évacuateur des eaux d'infiltrations.

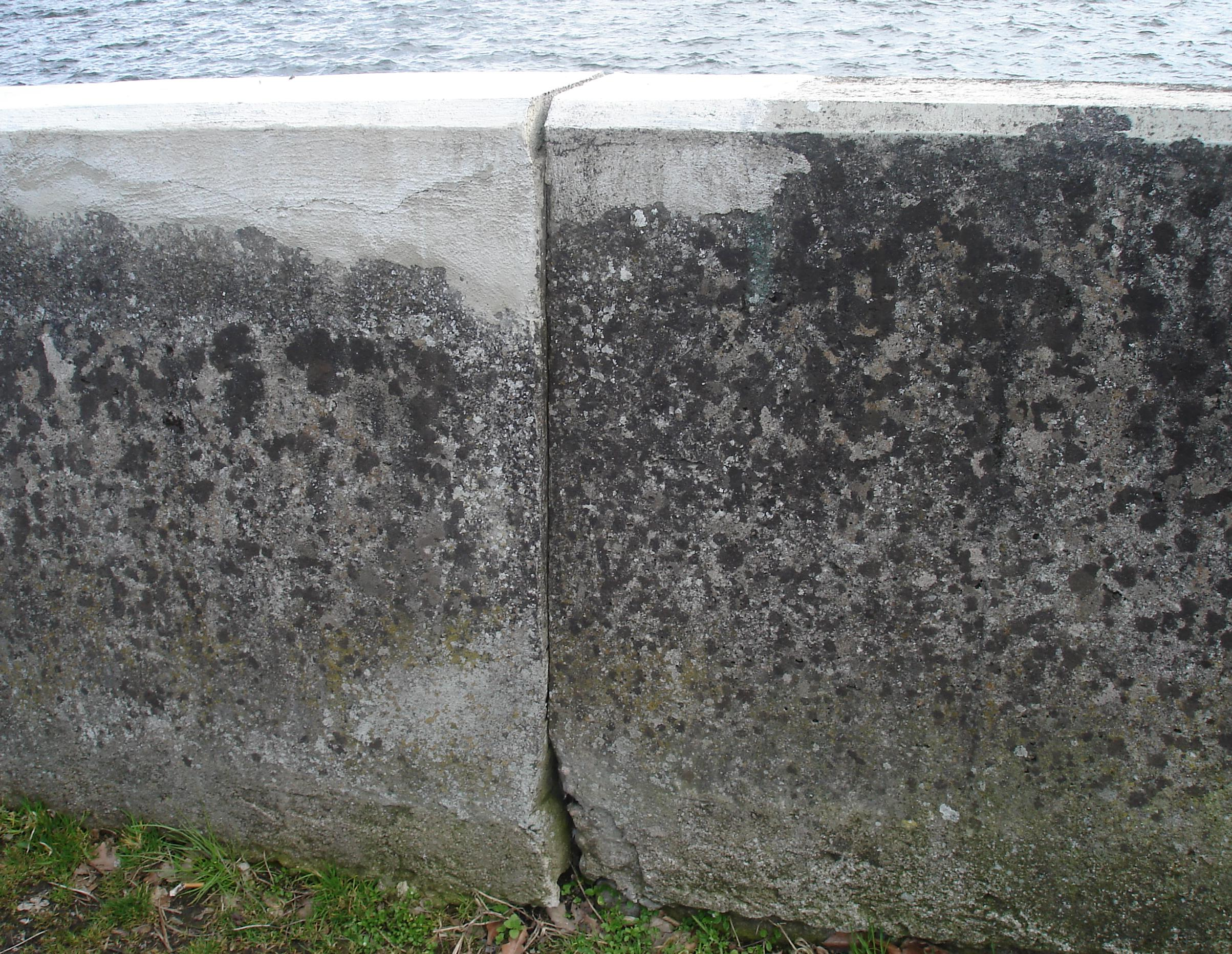
Détail du barrage.
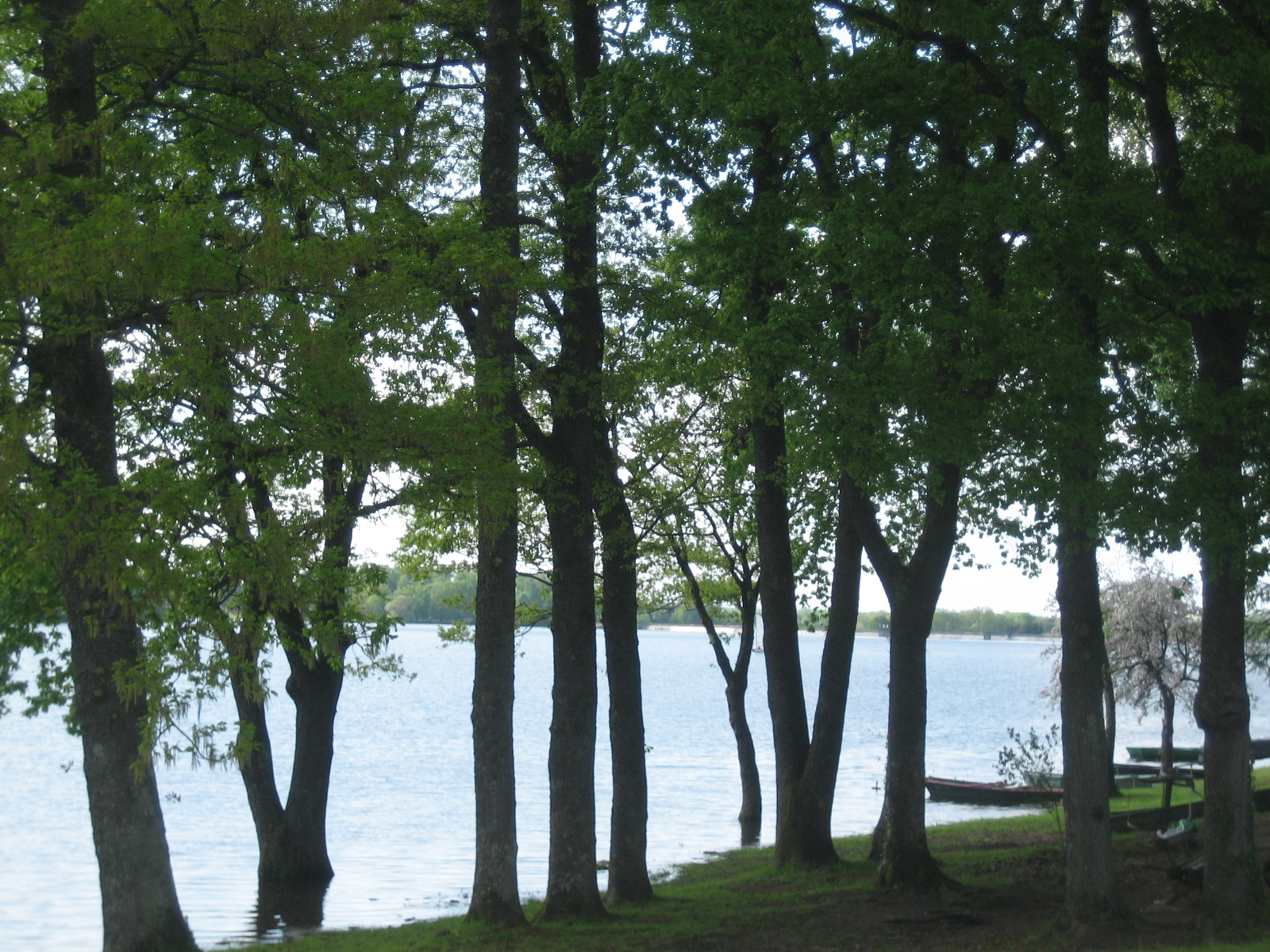
Rives boisées et ombragées.
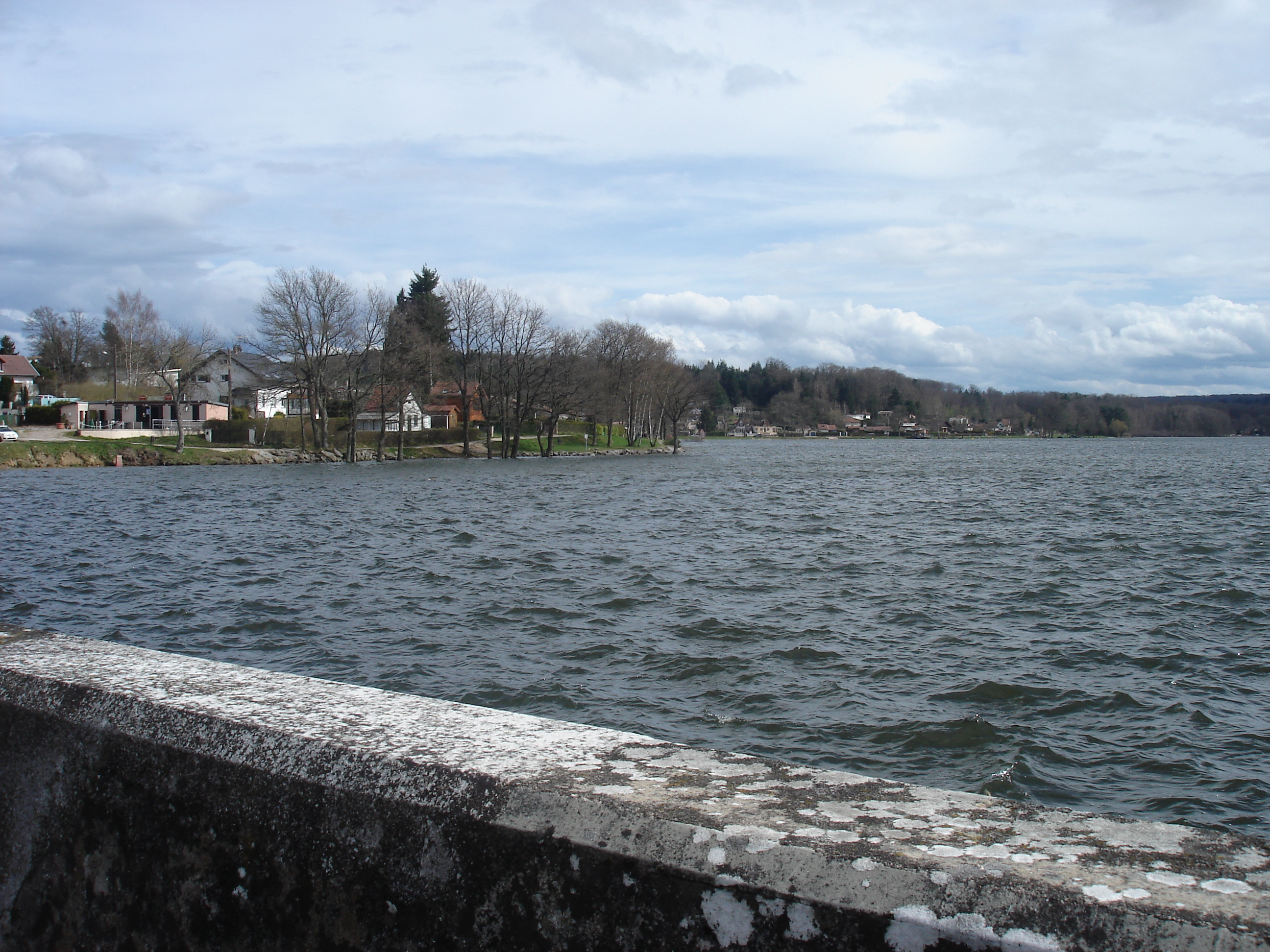
Réservoir plein avril 2008.
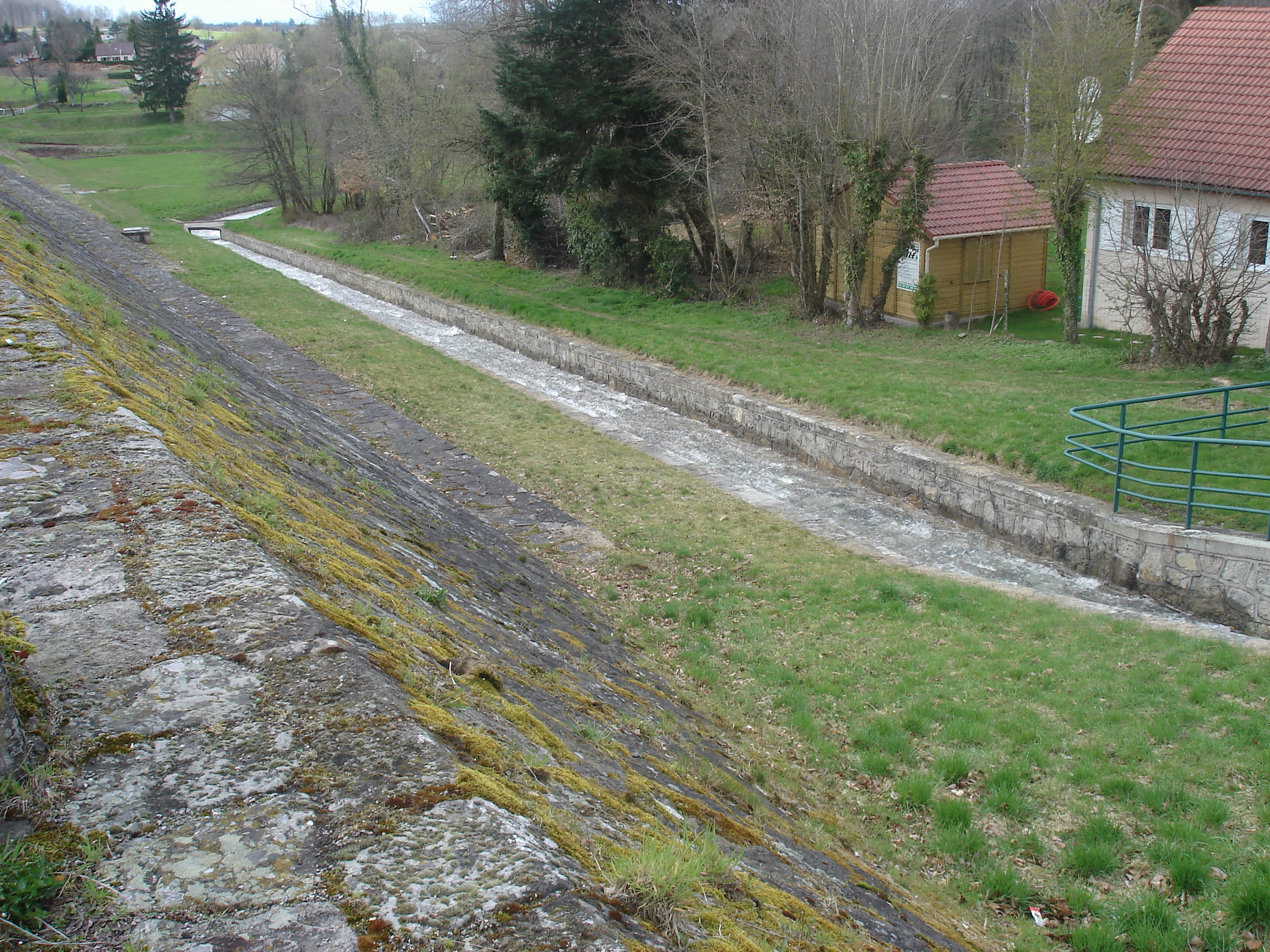
Crète et parement aval du barrage - coursier du déversoir de crue du réservoir.
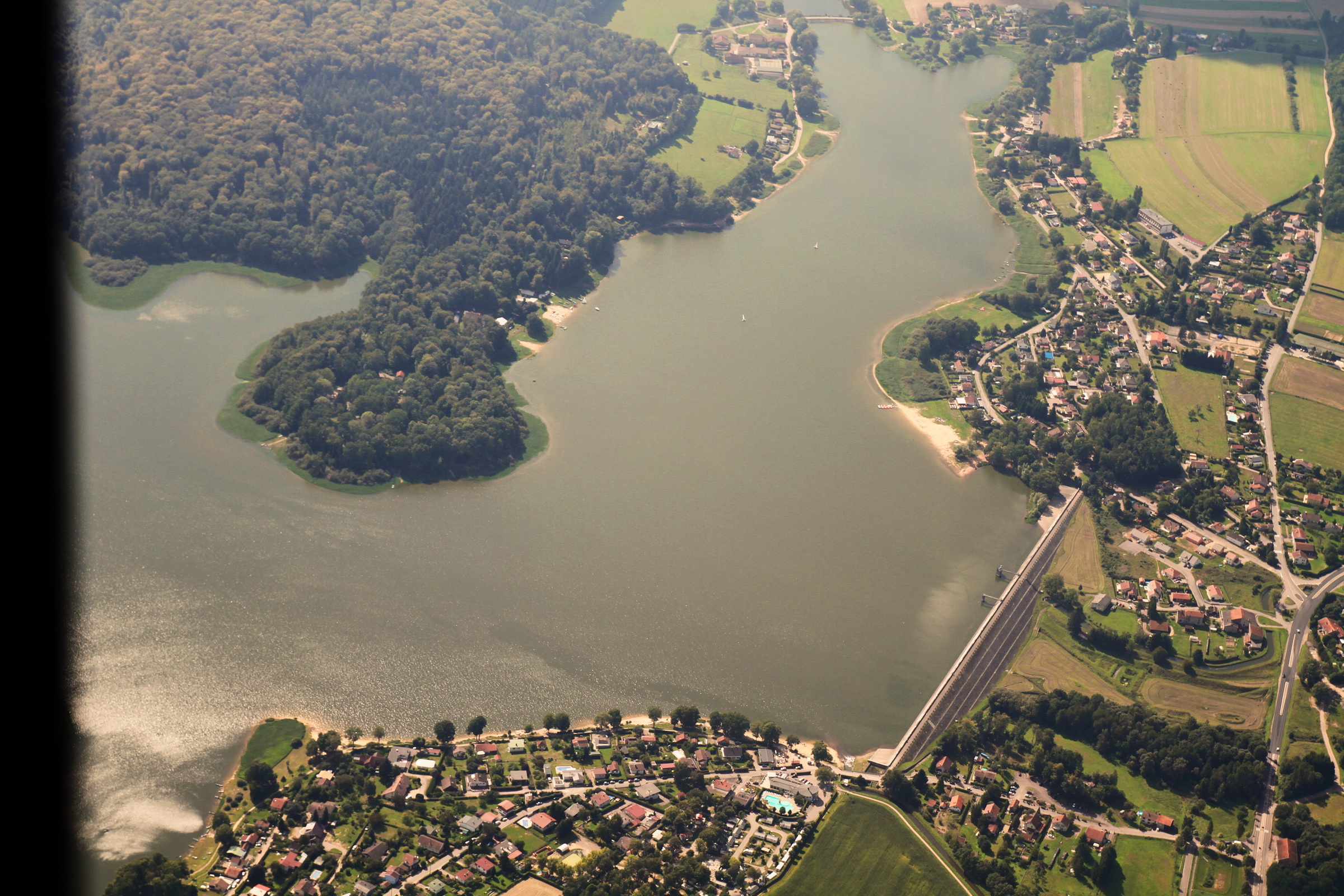
Vue aérienne du barrage.
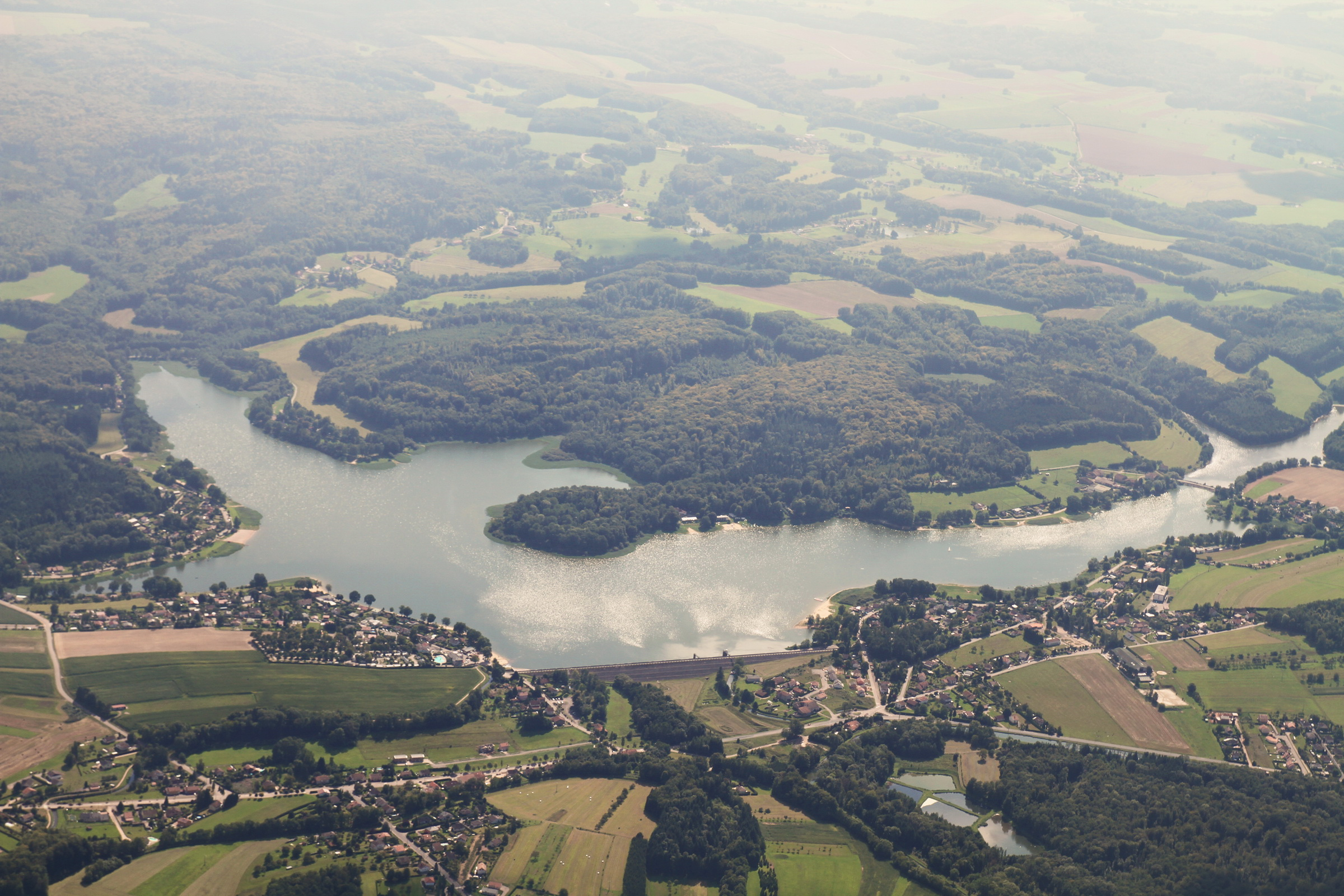
Vue aérienne du réservoir.

## Activités
Sa situation en périphérie immédiate d'Épinal en fait un domaine très apprécié pour les promenades familiales de la population avoisinante, et pour les activités nautiques et de plein air. Une piste cyclable et pédestre, longue de 13,5 km relie le réservoir au port de la Cité de l'Image d'Épinal, longeant en grande partie le canal de l'Est. Bouzey offre une véritable base de loisirs à 10 kilomètres d'Épinal, préfecture des Vosges : un camping, des restaurants, un lieu de promenade avec les 8 kilomètres de sentiers qui l'entourent, lieu de détente pour les activités nautiques : 2 plages, dont une surveillée en saison pour les plaisirs de la baignade, ainsi que l'école de voile pour l'apprentissage du nautisme.
Le réservoir de Bouzey est également intéressant pour l'avifaune, attirée par la grande superficie de ce plan d'eau dont la moitié des berges est boisée. C'est ainsi un lieu de passage pour de nombreuses espèces migratrices : chevalier guignette, chevalier gambette, chevalier aboyeur, bécasseau variable et cocorli ainsi que le petit gravelot. On peut observer de nombreux canards colverts et foulques macroules au milieu desquels se dissimulent quelques canards chipeaux et sarcelles d'hiver.
Bouzey est aussi un plan d'eau de deuxième catégorie très prisé des pêcheurs de brochets en barque à l'aide de la méthode dite « à la traîne ».
On trouve également à 300 mètres à l'Est du réservoir, l'étang de la Comtesse, sur la commune des Forges, géré et surveillé par le Conservatoire des sites lorrains. Il offre l'une des rares tourbières de plaine, où il est possible d'observer la flore typique des tourbières acides ainsi que de nombreux batraciens (salamandres, tritons et divers grenouilles et crapauds).